# Sistema contable
Un sistema contable (https://dynamopymes.com/e-commerce) es una estructura organizada en la cual se registran las operaciones que hace una entidad. Además, se le considera la forma natural o técnica ejercida durante la emisión de estados financieros para medir los efectos que realizaron las transacciones y nos ayuda a tener una mayor comprensión de la información financiera.<ref>Padilla Álvarez, Guadalupe. Introducción al estudio de la información financiera. México: UNAM FCA Publishing. ISBN 978-607-02-4334-9.</
Son todos aquellos elementos de información contable y financiera que se relacionan entre sí, con el fin de apoyar la toma de decisiones gerenciales de una empresa, de manera eficiente y oportuna; pero esta información debe ser analizada, clasificada, registrada  (Libros correspondientes: Diario, mayor, Auxiliares, etc.) y resumida (Estados financieros), para que pueda llegar a un sinnúmero de usuarios finales que se vinculan con el negocio, desde los inversionistas o dueños del negocio, hasta los clientes y el gobierno. Por lo tanto, el sistema contable, debe ajustarse plenamente a las necesidades de la empresa, considerando,  el giro del negocio y su estrategia competitiva, que permita estandarizar procesos, definir estructuras de costos y por ende,  presentar una información contable estandarizada que facilite su interpretación, una eficiente toma de decisiones y que pueda procesarse para realizar los diferentes análisis financieros.
Existen diferentes tipos de negocios (Comerciales, financieros, de servicios, consumo, etc.) y cada uno de ellos posee diferentes necesidades de información contable, por ejemplo una empresa de carácter financiero o banco requiere una información diferente que la de un establecimiento comercial ya que la primera (Banco) estará vinculada con su cartera de clientes y ahorrantes,  por lo tanto, buscara medir estándares en cuanto a morosidad de los clientes, calidad de la cartera, apalancamiento financiero, tasas de interés, etc., y el establecimiento comercial buscará medir estándares en cuanto a existencias en inventarios, facturación, clientes, comisiones, por lo tanto al diseñarse un sistema contable. Lo primero que debe analizarse es,  ¿cuáles serán los requerimientos de  información necesarios que se ajusten y adapten a los objetivos del negocio?, para que los gerentes puedan tomar acciones y decisiones que permitan el éxito del negocio o empresa y cumplan exitosamente cada tarea asignada.
Por lo tanto, los estados financieros,  son el resumen global de todo el sistema contable (Son como las fotografías actuales del negocio), porque la  información que estos presentan debe ser real, medible y que se pueda seguir (Auditable);  es el sistema contable la base fundamental para conocer el funcionamiento del negocio y la confiabilidad que este presenta para sus accionistas, proveedores y clientes.

## Elementos básicos de un sistema contable
Los elementos básicos de un sistema contable son:
- Actividad financiera: registra las actividades y acciones diarias de la empresa, como ventas, compras, gastos, ingresos, etc.
- Organización de la información: gestiona y clasifica todos los movimientos contables.

## Tipos de sistemas contables

### Sistema de diario mayor único
Este sistema está basado en la evolución del diario continental y fue diseñado aproximadamente en el año de 1795, con la finalidad de simplificar el trabajo de pasar de libro diario a libro mayor, lo cual se logró uniendo en un solo libro, el libro diario y el libro mayor, eliminando en este diario el número de folio de las contracuentas, la fecha y el número de asiento. 
El diario mayor único es el precursor de los rayados columnares o tabulares. El rayado de este libro se componía de dos partes;  la primera parte destinada al diario y consistía en un rayado idéntico al diario continental; la segunda parte destinada al mayor formado por una serie de columnas para anotar los valores de los cuales se empleaban dos para cada una de las cuentas afectadas por las operaciones, una de ellas para anotar los cargos y otra para los abonos. 
Cuentas del diario: 
- Número de operación.
- Concepto.
- Caja.
- Almacén.
- Ventas.
- Costo de venta.
- Gastos generados.

### Diario tabular
En este diario se sigue el mismo procedimiento de diario mayor único, sólo que en éste se abre una sección con el nombre de "varias cuentas", en el cual se anotan las cantidades correspondientes de cuentas que faltan de espacios que no se les asignó columnas especiales, o bien, aquellas cuyo movimiento no es constante. 
El sistema de diario único tabular consiste en establecer un diario con columnas, pero sin eliminar el libro mayor al que se pasaban mensualmente las sumas de cada columna, previo análisis de la sección de varias cuentas. El pase a los auxiliares se hacía diariamente y de preferencia tomando los datos de los comprobantes o documentos fuente. 
Los errores en los libros columnares se corregían mediante contrapartidas en los que con tinta roja se cancelaban los antes mencionados y con tinta negra se hacía la corrección debida, esto en el mismo renglón haciendo la referencia a la partida errada. 
En el diario tabular se podía registrar de dos maneras: 
- Consistía en registrar la operación siguiendo el modelo del diario continental, utilizando tantos renglones como cuentas para que afecte la operación.
- Suprimir el espacio de concepto con los nombres de las cuentas afectadas anotando directamente en la columna correspondiente con sólo el valor.

Los pasos eran los siguientes: Operación, Diario tabular (Mayores auxiliares), Concentración, Diario general, Libro mayor, Balanza de comprobación y finalmente los Estados financieros.

### Sistema de diario y caja
Este sistema se dio con la finalidad de resolver el trabajo que existía en el registro oportuno de las operaciones, basado en la división del trabajo. Para ello, el diario se divide en dos; el diario de caja, donde se anotaban únicamente operaciones que representaban movimiento de dinero, ya sea como entrada o salida de efectivo, mientras que el otro era el "Diario de operaciones diversas": en donde se registraban todas las operaciones que no causaban entrada o salida de efectivo, por lo que de esta manera, dos personas podían registrar la operación.
En este sistema, las operaciones se clasificaban en: 
- Operaciones simples.
- Operaciones compuestas o mixtas.

Las operaciones simples son aquellas que quedaban registradas en un solo diario por ser totalmente en efectivo o bien, totalmente a crédito. Las operaciones compuestas afectaban o bien, debían ser registradas en los dos libros, toda operación compuesta se registraba primero en el diario de operaciones diversas y la parte que representaba entrada o salida de efectivo se enlazaba al diario de caja o bancos. 
Para poder registrar una misma operación en los dos libros se utilizaba lo que llamamos cuentas puente o de enlace. Estas son cuentas transitorias que permiten registrar en dos diarios y una vez que han sido registradas en ambos diarios, ésta queda saldada. 
Las principales cuentas puente que se utilizaban eran: 
- Clientes - cuenta puente.
- Deudores - cuenta puente.
- Proveedores - cuenta puente.
- Acreedores - cuenta puente.

Toda cuenta puente se abría en el diario de operaciones diversas, se cancelaba en el diario de bancos. 

### Sistema centralizador
Considerando el hecho de que las empresas comerciales realizan operaciones definidas y constantes, en las cuales se define el objeto de dicha empresa, para implantar este sistema era necesario conocer el tipo de operaciones que frecuentemente realiza la empresa para poder diseñar un diario específico donde se registren tales operaciones.
En forma general, podemos decir que las operaciones que con mayor frecuencia, o bien, más comunes que realiza la empresa son:  
- Inversiones y recuperación de efectivo a través de cheques.
- Pago de compromisos o deudas, ya bien sea con cheque o transferencias bancarias.
- Adquisición de mercancía al contado o a crédito.
- Venta de mercancía al contado o a crédito.
- Movimiento de mercancía por entrada o salida de ésta.
- Recepción de documentos o títulos de crédito que firman los clientes a fin de garantizar la venta de mercancía realizada a crédito.
- Suscripción de documentos otorgados a favor de proveedores o acreedores para garantizar compras de mercancías a crédito o alguna otra operación.

Tomando en cuenta las operaciones anteriores y considerando que son las más comunes y que se realizan frecuentemente, el sistema manual llamado “Centralizador” de una empresa comercial se integraba con los siguientes diarios: 
- Diario de bancos: En él se registra la entrada y salida de efectivo (cheque o transferencia).
- Diario de compras: En él se van a registrar éstas, los gastos, devoluciones, rebajas y descuentos de tal manera que este diario refleje las compras netas.
- Diario de ventas: Se registran las ventas, devoluciones sobre ventas, rebajas y descuentos. De tal manera que refleje las ventas netas.
- Diario de salidas de almacén: En él se registran las salidas de almacén por concepto de ventas y las devoluciones sobre ventas a precio-costo. De tal manera que nos dé el costo de lo vendido.
- Diario de documentos por cobrar: Este diario se establecía sólo cuando la empresa recibía documentos a favor, con frecuencia y en él se registraban todos los títulos de crédito, letras de cambio y pagarés que se recibían para su cobro, los endosaba, cobraba, cancelaba o sustituía para que el diario reflejara en cualquier momento el saldo de los documentos pendientes de cobro.
- Diario de documentos por pagar: Este diario sólo se establecía cuando la empresa expedía o aceptaba documentos para su pago. Con frecuencia, en él se registraban los títulos de crédito que se aceptaban, los que se cancelaban, pagaban o sustituían.
- Diario de operaciones diversas: Se registraban todas las demás operaciones que no representaban ninguna de las anteriores.

El establecimiento de los diarios dependía de la política de compra y venta de mercancías a crédito que daban lugar a la recepción o suscripción de documentos.

### Sistema de pólizas
Este sistema es una evolución más de los métodos de registros manuales que consiste en emplear un documento individual para registrar cada operación, teniendo como característica el hecho de que permite una mayor división del trabajo y sobre todo, agiliza el proceso del registro de las operaciones. 
Las pólizas son registradas teniendo como base el rayado del diario continental. Además, éstas son documentos de carácter interno en las que se registran las operaciones y se anexan los comprobantes que justifican las anotaciones y cantidades en ella registradas. 
En este sistema, las operaciones se registran individualmente, es decir, para cada operación se realiza una póliza, la cual mantiene el rayado del diario continental.  Una póliza contiene los siguientes datos: 
- Nombre de la empresa.
- Tipo de póliza.
- Número de póliza.
- Fecha.
- Número de cuenta.
- Número de subcuenta.
- Nombre de la cuenta.
- Columna de parcial.
- Columna para el cargo.
- Columna para el abono.
- Concepto de la operación.
- Serie de datos de control interno (nombre o firma de quien registró la operación).

Las pólizas manejadas en las empresas se clasifican en 3 grandes grupos: 
- Pólizas de entrada de efectivo (pólizas de ingreso).
- Pólizas de salida de efectivo (pólizas de egreso o pólizas cheque).
- Pólizas de diario.

### Sistema de cuentas por cobrar
El sistema de cuentas por cobrar surgió por la necesidad que algunas empresas tenían de expedir recibos para el cobro de determinados ingresos, como eran: 
- Cobro de rentas a los usuarios de bienes muebles e inmuebles.
- Cobro de servicios prestados como el de energía eléctrica y teléfono.
- Cobro periódico de intereses por inversión de capital a largo plazo.

Para lo cual se expedía una cuenta por cobrar, que era un documento mucho más completo que un simple recibo de cobro. 
En el caso de la cuenta por cobrar se utilizaba con la finalidad de eliminar subcuentas personales de las cuentas de clientes y deudores, y para la cuenta por pagar para eliminar subcuentas de proveedores y acreedores se usaba una cuenta de activo llamada "Cuentas por cobrar".

### Sistema de cuentas por pagar
El sistema se adaptaba para ser establecido en cualquier tipo de empresa, principalmente en aquellas donde la mayor parte de las operaciones eran a crédito. El procedimiento de cuentas por pagar/cobrar tenía los siguientes objetivos: 
- Eliminar o reducir el número de subcuentas personales.
- Ejercer control absoluto sobre cada una de las entradas/salidas de dinero.

El registro se realizaba a través de una cuenta de pasivo llamada "Cuentas por pagar".

## Combinación de sistemas contables

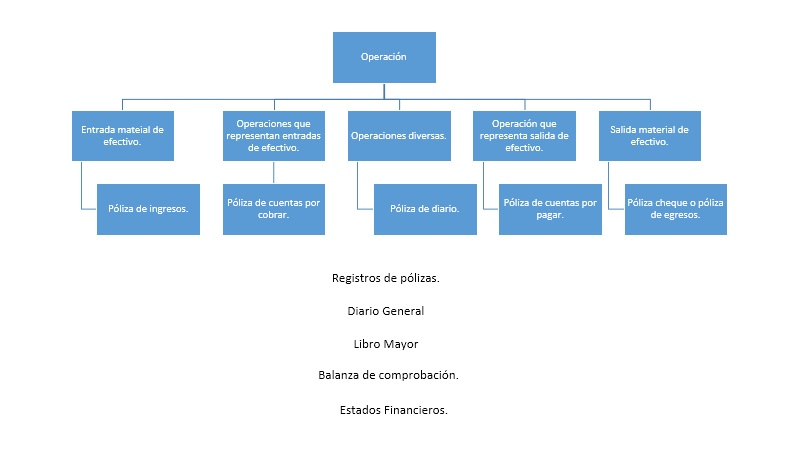
Descripción gráfica de la utilidad de las cuentas por pagar y cuentas por cobrar.

La adaptación y combinación de los sistemas de contabilidad  depende principalmente de la magnitud de la empresa, la clase de operaciones que efectúe y del mayor o menor número de dichas operaciones. manolin es ptoo 
Los procedimientos que más se prestan para combinar son: 
- Procedimiento centralizador (diferentes departamentos).
- Procedimiento de pólizas.
- Procedimiento de cuentas por cobrar (control interno).
- Procedimiento de cuentas por pagar (control interno).
- Sistema computarizado.

Generalmente, la empresa también se divide en departamentos, los cuales pueden ser: 
- Contabilidad general.
- Compras.
- Ventas.
- Departamento de cobros y pagos.
- Tesorería.
- Almacén.

## En México

### Fundamentos legales
El artículo 28° del Código Fiscal de la Federación establece que las personas que de acuerdo a las disposiciones fiscales están obligadas a llevar su contabilidad dice que "La contabilidad, para efectos fiscales, se integra por los libros, sistemas y registros contables, papeles de trabajo, estados de cuenta, cuentas especiales, libros y registros sociales, control de inventarios, métodos de valuación, discos, cintas o cualquier otro medio procesable de almacenamiento de datos, los equipos o sistemas electrónicos de registro fiscal y sus respectivos registros. Además de la documentación comprobatoria de los asientos respectivos, así como toda la documentación e información relacionada con el cumplimiento de las disposiciones fiscales." 

### Reglamento del Código Fiscal de la Federación
- Fracción II: "Cumplimiento de los requisitos".

Los registros o asientos contables a que se refiera la Fracc. I deberán cumplir con el reglamento de este código y las disposiciones de carácter general que emita el Servicio de Administración Tributaria (SAT).
- Fracción III: "Los asientos o registros se llevarán en medios electrónicos"

Los registros que integran a la contabilidad se llevarán en medios electrónicos, conforme lo establezca el reglamento de este código y las disposiciones de carácter general que el SAT emita. 
- Artículo 34: La documentación de dichos registros o asientos deberá estar disponible en el domicilio fiscal del contribuyente.

Los sistemas de contabilidad, no son otra cosa que los métodos de registro en el diario. Son aquellos procedimientos mediante los cuales se anotan las operaciones realizadas en una empresa, valiéndose de documentos y diarios.

## Historia
Conforme fue pasando el tiempo, las operaciones realizadas por la empresa iban en aumento con el uso del diario continental, pero presentaba más desventajas debido a que no era posible registrar oportunamente el aumento de volumen de operaciones, puesto que estas debían ser anotadas por una sola persona. 
Algunas de las características eran las siguientes: 
- Por tratarse de un libro encuadernado el registro de las operaciones debía hacerse en forma manuscrita.
- Los asientos de diario eran pasados uno a uno al libro mayor indicando la fecha, el folio, la contracuenta, y las cantidades, lo que hacía más lento el registro de este libro.
- Para hacer los pases a los libros auxiliares se debía hacer formando los datos de libro diario, lo cual significaba interrumpir el registro en este libro, lo cual hacía más grande el retraso.

Debido a esta serie de desventajas fue evolucionando el sistema de contabilidad buscando registrar eficaz y oportunamente las operaciones y ahorrar tiempo en el registro e implantar la división del trabajo. 
Algunos de los sistemas que fueron surgiendo fueron: 
- Sistema de diario mayor único.
- Sistema de diario de caja.
- Sistema centralizador.
- Sistema de pólizas.
- Sistema de cuentas por cobrar y cuentas por pagar.
- Sistema combinado.
- Sistemas mecánicos de registro.
- Sistemas computarizados.

## Principales proveedores de sistemas contables para Pymes en Latam
En la actualidad, existen una gran variedad de sistemas contables disponibles en el mercado. Algunos de los principales proveedores de sistemas contables para Pymes en Latam son:
- Contadigital:Software para Contadores Es un sistema en la nube desarrollado para el sistema tributario de México que utiliza los archivos XML de las facturas electrónicas para crear pólizas contables de forma automática. Además, Contadigital integra módulos de facturación electrónica, nóminas, impuestos, cuentas por cobrar, cuentas por pagar, inventarios y punto de venta, que ayuda a las empresas (PYME) a controlar sus procesos administrativos.

- Loggro: Sistema contable en la nube dirigido a pequeñas y medianas empresas (PYMEs). Ofrece funcionalidades contables como facturación electrónica, gestión de inventarios, control de gastos, conciliación bancaria, cartera y generación de reportes financieros. Se caracteriza por su interfaz intuitiva y su enfoque en la automatización de tareas contables, buscando simplificar la gestión financiera para los usuarios.

- Alegra: Es un sistema contable basado en la nube diseñado para Pymes en América Latina. Es una opción asequible y fácil de usar, que ofrece una amplia gama de funcionalidades, incluyendo contabilidad general, contabilidad de costos, facturación electrónica, gestión de inventario entre otras.

- QuickBooks: Es un sistema contable basado en la nube popular en todo el mundo. Ofrece una amplia gama de funcionalidades, que pueden adaptarse a las necesidades de Pymes de todos los tamaños y sectores.

- Siigo: Es un sistema contable basado en la nube diseñado para Pymes en Colombia. Ofrece una amplia gama de funcionalidades, incluyendo contabilidad general, contabilidad de costos, facturación electrónica, gestión de inventario, gestión de clientes y gestión de proveedores.

- Oracle NetSuite: Es un sistema ERP basado en la nube que ofrece una solución integral para las empresas de todos los tamaños.